# Бруммер, Клеменс
Клеменс Бруммер (род. 19 апреля 1986 в Берлине[уточнить]) — немецкий фигурист, выступающий в одиночном разряде. Среди высших достижений Бруммера можно отметить первенство на национальном чемпионате 2008. Он также был участником чемпионата мира среди юниоров 2008, где он остановился на 17-й строчке, а также Зимней Универсиады 2007 года, где он стал 15-м.

## Биография
Клеменс Бруммер родился в Берлине 19 апреля 1986 года. В 1992 году стал членом клуба по фигурному катанию SC Charlottenburg. Сначала он являлся подопечным тренера Габриэллы Зоннтаг, позже перешёл под руководство Виолы Штриглер. Его хореографом является Хендрик Шамбергер. Наибольшая практика у Бруммера была в Берлине, 21 час в неделю, наименьшая — 18 часов в неделю, там же. Клеменс Бруммер увлекается бильярдом, сноубордингом, метанием летающей тарелки (фрисби). В настоящее время Клеменс Бруммер учится на факультете мехатроники.

## Карьера

### Начало карьеры
Взрослая карьера Клеменса Бруммера началась в 2001 году. Первым для него крупным соревнованием стал национальный чемпионат 2002 года в его родном городе, где он занял 13-е место, в короткой программе остановившись лишь на 15-й строчке, но зато в произвольной показав 11-й результат..
В ту пору ему было лишь пятнадцать лет.
В начале сентября 2002 года в городе Оберстдорф он принял участие в Nebelhorn Trophy, где стал четырнадцатым,.
а также на этапе юниорского Гран-при «Pokal den Blauen Schwerter», где по итогам короткой и произвольной программ занял 13-ю строчку.
20 и 21 декабря 2002 года в городе Цуг состоялся национальный чемпионат Швейцарии. В этом турнире Бруммер также принял участие, но, правда, на уровне юниоров. Там он стал четвёртым, вслед за фигуристом французского происхождения Йоханом Дезиотом, относительно известным Морисом Пфайфхофером, а также Марко Волкером. Затем Бруммер выступил на взрослом уровне на своём национальном чемпионате 2003 года, который состоялся в начале января в Оберстдорфе. Клеменс снова не показал высоких результатов, он стал лишь 8-м.
В сезоне 2003-2004 событий было значительно больше. Начался сезон не лучшим образом — Бруммеру пришлось сняться с Nebelhorn Trophy, состоявшегося 3-7 сентября 2003. Позже Бруммер участвовал в этапе юниорского Гран-при «Czech Skate» в Остраве., где он стал лишь 20-м. А в середине октября.
Он остановился на последней, 19-й строчке на Мемориале Карла Шефера.
В конце октября — начале ноября того же года он стал 17-м на этапах юниорского Гран-при в Гданьске. После короткой он шёл на 15-й строчке, но в произвольной показал 18-й результат, и что и привело к такому итогу.
2-4 января 2003 Клеменс выступил на чемпионате Германии. Короткую программу он провалил, остановившись на последней, 13-й строчке. Зато в произвольной программе он стал 8-м, что позволило ему подняться на 10-е место с общим баллом 14,5.
.
В конце февраля
Клеменс участвовал в турнире «Heiko-Fischer-Pokal» («Кубок Хейко Фишера»). Там он стал шестым, вслед за уже упомянутым Морисом Пфайфхофером.

### 2004-2007: новая система, новые цели
С начала сезона 2004-2005 Бруммер уже стал соревноваться по системе ИСУ. Первым результатом по новой системе оценки выступлений стала сумма в 129,39 балла, набранная им на этапах юниорского Гран-при в Куршевеле, Франция, которая позволила спортсмену остановиться на 8-й строчке. Также в течение юниорского Гран-при того же года Бруммер участвовал в этапах в Белграде, где он стал 9-м. На национальном чемпионате он впервые поднялся близко к пьедесталу почёта, став четвёртым. Результат за короткую составил 58,69 балла
, в то время как за произвольную - 108,75

.
Соответственно, сумма составила 167,44.

## Личные рекорды
Большинство личных рекордов по Новой судейской системе Клеменс Бруммер установил на чемпионате Европы 2008. Там, в частности, он набрал наибольшую в своей карьере итоговую сумму баллов — 163,81. Также он получил там наибольшую техническую оценку в короткой программе (она составила 28,69), наибольшие очки за технику и общее впечатление в произвольной программе (59,31 и 53,24) и, соответственно, наибольшие баллы за само выступление в произвольной программе. А на чемпионате Европы 2009 Бруммер завоевал лучшие для себя очки за короткую программу — 53,47 и самую высокую оценку за компоненты в короткой, которая составила 27,65..

## Программы
| Сезон     | Короткая программа           | Произвольная программа | Показательные выступления |
| --------- | ---------------------------- | --- | ------------------------- |
| 2009−2010 | Neverhood Songs Терри Тейлор | Life Goes A Party из «Swing Kids» (саундтрек) Джеймс Хорнер Harlem Nocturne Bei mir bist du scheen из «Swing Kids» (саундтрек) Джеймс Хорнер |                           |

## Спортивные достижения
| Event                               | 2000-01 | 2001-02 | 2002-03 | 2003-04 | 2004-05 | 2005-06 | 2006-07 | 2007-08 | 2008-09 | 2009-10 |
| ----------------------------------- | ------- | ------- | ------- | ------- | ------- | ------- | ------- | ------- | ------- | ------- |
| Чемпионаты Европы                   |         |         |         |         |         |         |         | 14      | 20      |         |
| Чемпионаты мира среди юниоров       |         |         |         |         | 17      |         |         |         |         |         |
| Чемпионаты Германии                 |         | 13      | 8       | 10      | 4       | 4       | 4       | 1       | 2       | 7       |
| Finlandia Trophy                    |         |         |         |         |         |         |         |         |         | 13      |
| Мемориал Ондрея Непелы              |         |         |         |         |         |         |         | 4       |         | 6       |
| Coupe de Nice                       |         |         |         |         |         |         | 6       | 8       | 10      |         |
| Золотой конек Загреба               |         |         |         |         |         |         |         | 6       | 11      |         |
| Nebelhorn Trophy                    |         |         | 14      |         |         | 20      | 6       |         | 18      |         |
| Зимняя универсиада                  |         |         |         |         |         |         | 15      |         | 23      |         |
| NRW Trophy                          |         |         |         |         |         |         |         |         | 13      |         |
| AEGON Challenge Cup                 |         |         |         |         |         |         |         | 3       |         |         |
| Мемориал Карла Шефера               |         |         |         | 19      |         |         | 17      |         |         |         |
| Этапы юниорского Гран-при, Белград  |         |         |         |         | 9       |         |         |         |         |         |
| Этапы юниорского Гран-при, Франция  | 14      |         |         |         | 8       |         |         |         |         |         |
| Этапы юниорского Гран-при, Польша   |         |         |         | 17      |         |         |         |         |         |         |
| Этапы юниорского Гран-при, Чехия    |         |         |         | 20      |         |         |         |         |         |         |
| Этапы юниорского Гран-при, Германия |         |         | 13      |         |         |         |         |         |         |         |